# V krvi
V krvi je roman pisatelja Frana Govekarja in velja za prvi slovenski naturalistični roman. Izhajal je leta 1896 v Ljubljanskem zvonu, 1966 pa je posmrtno izšel še v knjižni obliki. Govekar je okoli leta 1945 načrtoval knjižno objavo in roman predelal, a je ostal v rokopisu, ki se zdaj nahaja v NUK-u.  Roman govori o dvoličnosti, nemoralnosti slovenskega meščanstva, njegova vzornika pa sta bila francoski pisatelj Émile Zola in Janko Kersnik. V krvi se sklada z Zolajevim eksperimentalnim romanom v tem, da razlaga propadanje glavne osebe z dednostjo in življenjskim okoljem brez vpliva svobodne volje.

## Vsebina romana
Roman ima petnajst poglavij in se večinoma dogaja v Ljubljani z okolico, pa tudi na Dunaju in v Budimpešti. Glavna oseba je Tončka, ki se je rodila očetu Vrhniku in njegovi ženi Urški v revno okolje. Imela je brata dvojčka, ki pa ga je pri štirih letih povozila kočija. Vrhniku sta otroka pomenila vse, saj žene ni nikoli bilo doma, po sinovi smrti se je še bolj zavzel za Tončkino vzgojo. Pri dvanajstih letih jo je mati poslala delat v tobačno tovarno, kjer je Tončka zaradi slabega vpliva prijateljice Alenke Grum in tovarniških delavk, ki so se veliko pogovarjale o svojih ljubezenskih avanturah, spridila. Po smrti staršev jo je Pajk vzel za negovalko svoje bolne žene Marije. Kmalu sta začela razmerje, po ženini smrti sta se poročila in nedolgo zatem je Tončka rodila sina Božidarčka. Moža je varala s Pajkovim prijateljem Jeklerjem, s katerim je imela bežno razmerje že v mladosti. Ko je Pajk odkril, da ga Tončka vara, je le-ta zbežala v Budimpešto k svojemu ljubimcu, ki pa se je zaradi denarja zaročil z neko baroneso. Tončka konča kot prostitutka na Dunaju skupaj z Grumovo Alenko, s katero popivata in kartata, pri čemer zaigrata veliko denarja.

## Naturalistične značilnosti
Literarna zgodovina avtorja umešča v naturalizem, ki so ga na Slovenskem poimenovali dosledni realizem oziroma »nova struja« in katerega je Govekar s tem romanom tudi razglasil za literarno smer, ki naj bi nasledila realizem. Govekarju se očita, da ni dobro razumel metod in ciljev eksperimentalnega romana, ki je za naturalizem najbolj značilna literarna zvrst. Dednosti v svojem romanu ni raziskoval, ampak jo je sprejel kot dejstvo. Na Tončko vplivata po materi podedovan razvrat in tovarniško okolje.  Tončka ima vnaprej določeno usodo, ki je ne more nič in nihče spremeniti. Odlomek, v katerem Tončka Vidu Golobu pripoveduje o svojem življenju in podaja poltenost in razuzdanost kot edino dediščino svoje matere, prikaže, da za svoje življenjske napake obtožuje samo dednost, pozabila pa je na slabe vplive tovarniškega okolja, ki so bili ključni za njen odnos do moških in s tem za njeno usodo. Z Vidom Golobom in Minko Kastelic naj bi avtor kot obrobni figuri vključil sebe in svojo kasnejšo ženo Minko Vasič in tudi s tem kršil pravila eksperimentalnega romana, za katerega velja stroga objektivnost. V romanu V krvi je prisotna kritika družbe in moraliziranje, kar je v nasprotju z naturalistično miselnostjo. Pri naturalizmu opis ni več podrejen dogajanju zgodbe, ampak je z le-to enakovreden. Govekar pa se je s svojimi orisi in dialogi bolj kot Zolajevemu romanesknemu slogu približal Kersnikovemu novelističnemu pisanju.

## Nastanek romana
Pisatelj naj bi v tržaškem časopisu Edinost prebral novico o veččlanski družini, za katero je statistika dognala, da je pri njih že peto generacijo prisotna nemoralnost, tuberkuloza in kleptomanija. To naj bi pisatelja spomnilo na neko ižansko družino s podobno usodo. Idejo je uporabil v (neobjavljeni) noveli, ki jo je nato razširil v roman. Vendar pa takšna novica v Edinosti ni bila objavljena, niti v drugem časopisju, zato se pojavljajo dvomi o resničnosti te razlage.

## Osebe v romanu
- Tončka je lepo dekle, ki se zelo mlada iz preračunljivosti poroči s skoraj dvajset let starejšim Pajkom. Povzdigne se iz socialnega dna in postane žena uglednega odvetnika. V zakonu je kljub denarju nesrečna, išče si ljubimce, po ločitvi pristane v vlogi prostitutke.
- Pajk je čeden in ambiciozen odvetnik srednjih let,  ki se s prvo ženo Marijo poroči le zaradi denarja. Svoj denar si je pridobil na račun revnih, tako da je izkoristil njihovo stisko, a to je vedno naredil zakonito, zato ga ljudje vseeno cenijo in občudujejo. Tončko in sina Božidarčka ima resnično rad. Ko izve, da ga Tončka vara, se mu zdi, da je to božja kazen za njegove nečedne posle.
- Vrhnik je vse življenje dobro in vestno delal kot pisar v Pajkovi pisarni. Ko zaradi starosti in upehanosti ne zmore več tako hitro in lepo pisati, ga Pajk na grd način nažene, Vrhnik pa mu tega ne zameri. Je potrpežljiv, dobrohoten in naiven. Ženo vse življenje ljubi, ker pa mu ta naklonjenosti ni vračala, vso svojo ljubezen nameni otrokoma. Od žalosti umre le tri dni po smrti svoje žene.
- Urška je prodajalka loterijskih srečk, ki vara svojega skoraj dvajset let starejšega moža. Tako tudi zanosi. Po porodu začne popivati, svoje otroke zanemarja. Umre tako, da se pijana izgubi na barju in zmrzne.
- Pajkova žena Marija je dobrega srca, ljubeča in skromna. Moža iskreno ljubi, a kmalu spozna, da ji on te ljubezni ne vrača, zato se posveti dobrodelnosti. Tončko vzgaja kot hčer in ji v oporoki zapusti skoraj polovico svojega premoženja.

## Vplivi Zolaja in drugih
Največji vpliv na roman se pripisuje Zolaju in njegovemu ciklu romanov o Rougon-Macquartovih. V preteklosti se je Govekarjev roman največkrat primerjal z Zolajevim romanom Nana. To literarno delo, v katerem naslovna junakinja slovi po številnih ljubezenskih avanturah, bere tudi Tončka v romanu V krvi – tu gre za posredno karakterizacijo osebe. Obe deli govorita o dekletu iz nižjega sloja, ki se s pomočjo svoje očarljivosti in preračunljivosti povzdigne v višji družbeni sloj, nato pa – v skladu z zakonom dednosti – pade nazaj na socialno dno. Mlajša slovenska literarna veda pa ugotavlja največ podobnosti z Zolajevim romanom Beznica, v obeh delih je motiv alkoholizma pri ženskah, ki preživljata svojo družino. Urškina smrt je opisana zelo podobno kot to, kar se dogaja Gervaise v snežnem metežu – oba pisatelja uporabita simbolični paralelizem, saj gre za hkratni opis snežnega viharja in junakinjinega notranjega boja. Tončka in Gervaisina hčerka Nana sta obe zelo mladi poslani delat v tovarno, kjer sodelavke slabo vplivajo na njuno razmišljanje in obnašanje. Na podoben način je opisano tudi strogo nadzorstvo v obeh tovarnah.
Govekar je Zolajeva dela dobro poznal, o njih je navdušeno pisal in jih kot urednik celo objavljal v Slovenskem narodu, vendar pa se je včasih opredelil za nasprotnika naturalizma in svoje pisanje označil za dosledni realizem. To omahovanje pa bi znalo biti posledica sporne veljave Zolaja in zgražanja nad naturalizmom v nekaterih slovenskih literarnih krogih  ter odgovor na obtožbe o plagiatorstvu.

## Interpretacije

### Teorija atavizma
V romanu eden izmed literarnih likov podrobno razloži teorijo atavizma , prav tako pa naj bi osebe v romanu izkazovale atavizem. Vendar pa se Govekarju očita nerazumevanje pojma atavizem, ki pomeni pojavljanje značilnosti davnih prednikov. Tončka – ki je nosilka naturalističnih nazorov o dednosti – pa je svoje usodne slabe lastnosti podedovala le po svoji mami, pri kateri pa so se razvile zaradi socialne stiske. Tu gre najbrž za vpliv lamarkizma, ki je bil popularen v času nastanka romana in pomeni podedovanje pridobljenih lastnosti. Vendar tudi po teoriji lamarkizma poltenost in promiskuitetnost nista takšni lastnosti, ki bi se lahko podedovali. Celo v romanu dedovanje teh lastnosti ni prepričljivo, saj začne Tončka varati svojega moža, zato ker se jo izsiljuje in ne zavoljo samega užitka. V otroštvu je Tončka vzorno dekle, dokler ne pride pod vpliv Grumove Alenke. Vpliv okolja tako postane še pomembnejši dejavnik od dednosti, s čimer je Govekar razveljavil svojo dednostno tezo, ki jo je naznanil z naslovom, obrazložil in utemeljil pa s fatalizmom v Tončkinem pogovoru z Vidom Golobom na koncu romana.

### Kritika slovenske meščanske družbe in politike
Prvi del romana je pisan kot satira na liberalno politično frakcijo, katere del je bil v tistem času tudi Ivan Tavčar. V drugem delu romana se Pajk nenačelno poveže s klerikalno stranko, zato da zmaga na volitvah. S tem pa je Govekar želel kritizirati klerikalno politiko in Antona Mahniča. Geslo "Vse za vero, dom in cesarja", ki je bilo geslo katoliško usmerjenega časopisa Slovenec, se v romanu izrablja kot puhlica v predvolilnem boju. Govekar je le leto po izidu romana postal urednik Slovenskega naroda, osrednjega časopisa liberalcev, ki jih je še v prvem delu romana kritiziral in karikiral.
Literarni liki so večinoma nenačelni malomeščani, npr. moralno izprijeni oficir; slikar, ki umetnost izrablja za dosego spolnih užitkov; odvetnik, ki s špekulacijo množi svoje premoženje ter obrekljive in zavistne dame. S Pajkom je želel Govekar razkriti značaj in razmišljanje tipičnega slovenskega meščana. V romanu je z odnosom, ki ga ima Pajk do Vrhnika, nakazano, da so za slab položaj delavcev krivi prav meščani, ki jih izkoriščajo, premalo plačujejo in ko jih ne potrebujejo več, preprosto odslovijo.

## Recepcija
Govekarja literarna kritika imenuje tudi »slovenski Zola«, saj so mu mnogi njegovi sodobniki očitali prevelik vpliv francoskega pisatelja, priporočali pa so mu ruske vzore. Naturalizem je takrat po mnenju večine veljal kot struja, ki ni za zdrave Slovence. Zanimivo je, da romana ni kritiziral Josip Stritar, načelni nasprotnik naturalizma, v nasprotju s cerkveno kritiko, ki je roman ostro zavrnila. Očitali so mu neprepričljivost dednosti, saj naj ne bi imela takšne vloge, kot ji jo priznava naslov romana. Avtor sam pa se je branil, da ima okolje vsaj tolikšno vlogo kot dednost, saj je propad glavne junakinje motiviral s slabo družbo v mladosti, z nagovarjanji dr. Pajka, z Jeklerjevim zapeljevanjem. (v pismu Antonu Aškercu 11. 2. 1897) Kritiki so mu očitali, da naj  ne bi znal prikazovati drugega kot temne, pokvarjene strani življenja, v katerih lahko uživam samo tisti, ki je tudi sam tak.

## Pomen
Roman je najtehtnejši poizkus slovenskega naturalizma. Z njim je Govekar v slovensko prozo vnesel naturalistične ideje in motive, npr. alkoholizem, nemoralnost, dednost, delavsko okolje ter opozarjal na probleme velikih mest. Ostro je kritiziral slovensko meščanstvo in politiko. Kritiki so mu očitali, da so njegovi liki žaljivi, pohujšljivi in nemoralni, ne pa da so neživljenjski. Mladi pripovedniki tako skoraj niso mogli več iskati pozitivnih junakov med meščani, to je bil eden od razlogov za spremembo tematike slovenskega pripovedništva.